# Communauté de communes du Val d’Ardoux
Die Communauté de communes du Val d’Ardoux ist ein ehemaliger französischer Gemeindeverband mit der Rechtsform einer Communauté de communes im Département Loiret in der Region Centre-Val de Loire. Sie wurde am 31. Dezember 1998 gegründet und umfasste fünf Gemeinden. Der Verwaltungssitz befand sich im Ort Cléry-Saint-André.

## Historische Entwicklung
Mit Wirkung vom 1. Januar 2017 fusionierte der Gemeindeverband mit
- Communauté de communes de la Beauce Oratorienne,
- Communauté de communes du Val des Mauves sowie
- Communauté de communes du Canton de Beaugency

und bildete so die Nachfolgeorganisation Communauté de communes des Terres du Val de Loire. Abweichend davon schloss sich die Gemeinde Jouy-le-Potier der Communauté de communes des Portes de Sologne an.

## Ehemalige Mitgliedsgemeinden
1. Cléry-Saint-André
2. Dry
3. Jouy-le-Potier
4. Mareau-aux-Prés
5. Mézières-lez-Cléry